# Es gibt ein solches Volk
Es gibt ein solches Volk (bulgarisch Има такъв народ Ima takaw narod, kurz ITN) ist eine populistische und gesellschaftspolitisch konservative Partei in Bulgarien.

## Geschichte
Die Partei wurde 2020 gegründet und wurde bei den Parlamentswahlen im April 2021 überraschend zweitstärkste und bei den Parlamentswahlen im Juli 2021 stärkste Kraft. Der Sänger und Fernsehmoderator Slawi Trifonow ist ihr Gründer und Vorsitzender. Die ITN tritt nur digital bzw. online auf und gibt keine Pressekonferenzen und Interviews an bulgarische Medien mit Ausnahme des Bulgarischen Nationalen Hörfunks. Trifonow begründet dies mit der unfreien Medienlandschaft im Land.
Im Jahr 2015 initiierte Slawi Trifonow mit seinem Fernsehteam einen Initiativausschuss für die Organisation eines Referendums zur Reform des politischen Systems Bulgariens und wurde dessen Vorsitzender. Dem Komitee gehören außer ihm auch noch die Drehbuchautoren der Show Toshko Chadschitodorow, Iwajlo Waltschew, Filip Stanew, Iwo Siromahow, Alexandar Waltschew, Dragomir Petrow und Iwan Kulekow an.
Obwohl das Referendum mit 50,81 Prozent knapp an der 51-Prozent-Hürde scheiterte, sah Trifonow es als Erfolg an und erhöhte den öffentlichen Druck auf die Regierung Borissow III, die geforderten Reformen umzusetzen. Als sich Bojko Borissow weigerte, die Reformen umzusetzen, entschied sich Trifonow zur Gründung einer Partei. Die Partei wurde zunächst im Oktober 2019 unter den Namen Es gibt keinen solchen Staat (aus dem Bulgarischen Няма такава държава) gegründet, ihre Registrierung unter diesem Namen wurde ihr in Blick auf das Nichteinhalten des Parteigesetzes (im Bezug auf Namen und Logo) jedoch verweigert. Nach Ausschöpfen der gerichtlichen Möglichkeiten wurde 2020 der Name in Es gibt ein solches Volk geändert und ein neues Logo präsentiert. Damit erfolgte am 22. Juni 2020 die Registrierung der Partei nach dem Parteigesetz.
Kurz vor der Parlamentswahl 2021 bot Trifonow musikalische und finanzielle Unterstützung Vasil Garvanliev an, Sänger und Vertreter Nordmazedoniens beim Eurovision Song Contest 2021, der in seinem Heimatland für seine bulgarische Wurzeln und bulgarische Staatsbürgerschaft öffentlich angefeindet wurde. Dafür wurden Trifonow und die Partei Es gibt ein solches Volk von nordmazedonischen Medien klarer anti-mazedonischer Positionen bezichtigt.
Bei den am 4. April 2021 durchgeführten Parlamentswahlen sicherte sich ITN 17,66 Prozent der abgegebenen Stimmen. Die Partei zog laut Analysen vor allem Protestwähler auf dem Land, junge Bulgaren sowie die Mehrheit der Auslandsbulgaren an. Sie gewann die meisten Stimmen im Distrikt Russe.
Bei den Parlamentswahlen 2022 zog die Partei nicht mehr ins Parlament ein, da sie die Vierprozenthürde nicht überwinden konnte.
Bei den vorgezogenen Parlamentswahlen 2023 und Parlamentswahlen im Juni 2024 zog die Partei wiederum ins Parlament ein.

## Wahlergebnisse
| Wahljahr     | Stimmen | Stimmenanteil | Sitze  |
| ------------ | ------- | ------------- | ------ |
| Apr. 2021    | 565.014 | 17,66 %       | 51/240 |
| Juli 2021    | 657.824 | 24,08 %       | 65/240 |
| Nov. 2021    | 249.726 | 09,52 %       | 25/240 |
| 2022         | 96.065  | 03,83 %       | 0/240  |
| 2023         | 103.641 | 04,11 %       | 11/240 |
| Juni 2024    | 128.007 | 05,79 %       | 16/240 |
| Oktober 2024 | 165.160 | 06,8 %        | 18/240 |

| Wahljahr | Stimmen | Stimmenanteil | Sitze |
| -------- | ------- | ------------- | ----- |
| 2024     | 121.572 | 06,04 %       | 1/17  |